# Cordillera Fairweather
 La cordillera Fairweather es el nombre no oficial de una cadena montañosa situada en el estado estadounidense de Alaska y en la provincia canadiense de Columbia Británica. Es la cordillera más meridional de las montañas San Elías. La sección más septentrional de la cordillera está situada en el Provincial de Tatshenshini-Alsek, mientras que la sección más meridional se encuentra en el Parque nacional y reserva de la Bahía de los Glaciares, en el Área censal de Hoonah–Angoon. En el centro, pasa por el extremo sudeste del municipio de Yakutat. Los picos de esta cordillera incluyen el monte Fairweather, el punto más alto de la Columbia Británica y el monte Quincy Adams de 4150 m.     
En esta cordillera se localiza la Falla de Fairweather, una falla de transformación geológica activa, perteneciente a la gran Falla de la Reina Carlota, que se sitúa a lo largo del límite entre las placas del Pacífico y de América del Norte.

## Montañas
- Monte Crillon
- Monte Fairweather
- Monte La Perouse
- Monte Orville
- Mount Quincy Adams
- Monte Wilbur
- Monte Abbe